# Campeonato Brasiliense de Futebol de 2016
O Campeonato Brasiliense de Futebol de 2016 foi a 58ª edição da divisão principal do futebol do Distrito Federal brasileiro. A competição, que foi organizada pela Federação de Futebol do Distrito Federal, foi disputada entre 30 de janeiro e 7 de maio por doze equipes do Distrito Federal, de Goiás e Minas Gerais. O campeonato atribuiu duas vagas para a Copa do Brasil e a Copa Verde de 2017, além de duas vagas para a Série D do Brasileiro de 2016 e uma vaga para a Série D do Brasileiro de 2017.

## Regulamento
O campeonato será disputado em quatro etapas: fase classificatória, quartas de final, semifinais e final. Na primeira fase, as doze equipes jogarão entre si em jogos de ida, totalizando onze rodadas. As oito equipes com o maior número de pontos conquistados na primeira fase avançarão para as quartas de final, enquanto os dois últimos colocados serão rebaixados para a segunda divisão de 2017. A partir daí, os times se enfrentarão em sistema de mata-mata até a determinação do campeão brasiliense de 2016.
O campeão e o vice conquistarão vagas em quatro outros campeonatos: Série D do Brasileiro de 2016, Copa do Brasil de 2017, Copa Verde de 2017 e com a novidade que também conquistará vaga para a  Série D do Brasileiro de 2017, exceto caso seja campeão em 2017, abrindo vaga para o vice-campeão. O vice-campeão disputará essas mesmas competições, com exceção da quarta divisão nacional.

### Critérios de desempate
Ocorrendo empate em número de pontos ganhos entre duas ou mais equipes na fase classificatória, serão aplicados, sucessivamente, os seguintes critérios de desempate:
1. Maior número de vitórias.
2. Maior saldo de gols.
3. Maior número de gols pró.
4. Menor número de cartões vermelhos.
5. Menor número de cartões amarelos.

Nos jogos das fases eliminatórias (mata-mata), ocorrendo empate após os 180 minutos de jogo, a partida será definida por meio de cobranças de penalidades máximas.

## Equipes participantes
| Equipe                          | Localidade      | Em 2015 | Estádio (mando em 2016) | Capacidade | Títulos             |
| ------------------------------- | --------------- | ------- | ----------------------- | ---------- | ------------------- |
| Clube Atlético Taguatinga       | Taguatinga      | 1º (B)  | Serejão                 | 27 000     | 0                   |
| Brasília Futebol Clube          | Brasília        | 2º      | Serejão                 | 27 000     | 8 (último em 1987)  |
| Brasiliense Futebol Clube       | Taguatinga      | 3º      | Abadião                 | 4 000      | 8 (último em 2013)  |
| Ceilândia Esporte Clube         | Ceilândia       | 5º      | Abadião                 | 4 000      | 2 (último em 2012)  |
| Cruzeiro Futebol Clube          | Cruzeiro        | 9º      | Ninho do Carcará        | 1 000      | 0                   |
| Bosque Formosa Esporte Clube    | Formosa (GO)    | 6º      | Diogão                  | 6 000      | 0                   |
| Sociedade Esportiva do Gama     | Gama            | 1º      | Bezerrão                | 20 000     | 11 (último em 2015) |
| Associação Atlética Luziânia    | Luziânia (GO)   | 4º      | Serra do Lago           | 21 564     | 1 (2014)            |
| Paracatu Futebol Clube          | Paracatu (MG)   | 8º      | Frei Norberto           | 8 000      | 0                   |
| Sociedade Esportiva Planaltina  | Planaltina (GO) | 2º (B)  | Augustinho Lima         | 15 000     | 0                   |
| Sociedade Esportiva Santa Maria | Santa Maria     | 10º     | Bezerrão                | 20 000     | 0                   |
| Sobradinho Esporte Clube        | Sobradinho      | 7º      | Augustinho Lima         | 15 000     | 2 (último em 1986)  |